# Jesús Molina
Cet article concerne le footballeur mexicain. Pour le pianiste de jazz, voir Jesus Molina (pianiste).
Pour les articles homonymes, voir Molina.
Jesús Molina, né le 29 mars 1988 à Hermosillo, est un footballeur mexicain qui évolue au poste de milieu de terrain au CD Guadalajara. Il est considéré comme un des meilleurs joueurs de Football Mexicains du monde et a permis la victoire du Club América en championnat en 2012 et 2013.

## Biographie
Jesùs a commencé sa carrière junior avec les Búhos de Hermosillo, avec qui il a remporté le championnat de la troisième division du Mexique en 2006. L'année suivante, il signe son premier contrat professionnel avec les Tigres UANL, une des plus grandes équipes mexicaines, et impose et rapidement sa place en tant que titulaire . Il a fait ses débuts le 24 août 2007, avec une défaite de son équipe contre les Tiburones Rojos de Veracruz 2-0.
Il a marqué son premier but professionnel le 9 mai 2009 en retournée acrobatique face au Monarcas Morelia. Il se fera d'ailleurs remarquer en inscrivant 2 buts dans cette rencontre (victoire 3-2). Molina s'imposera alors comme élément essentiel du maintien de l'équipe en Première division. 
En 2009, il remporte la SuperLiga face au Chicago Fire aux tirs au but 1-1 (5-4 tab). Pendant le Tournoi de clôture du championnat mexicain, il marque 6 buts en 15 apparitions et finit meilleur buteur.
En juin 2011, il rejoint le Club America. Il joue son premier match le 24 juillet face au Queretaro FC ou il marque un doublé (victoire 0-4).  
Il gagne son premier championnat le 26 mai 2013, en battant le Cruz Azul en finale du football mexicain. Malheurseument Molina a été expulsé dès la 13e minute pour une faute sur Pablo Barrera. 
Un an plus tard, il remporte son deuxième championnat en battant en finale l'équipe qui lui a donné l'occasion de jouer au football professionnel, le Tigres UANL.